# 와타나베 신이치로
와타나베 신이치로(일본어: 渡辺 信一郎, 1965년 5월 24일~)는 일본의 영화 감독이다.